# Großer Preis von Imola (Motorrad)

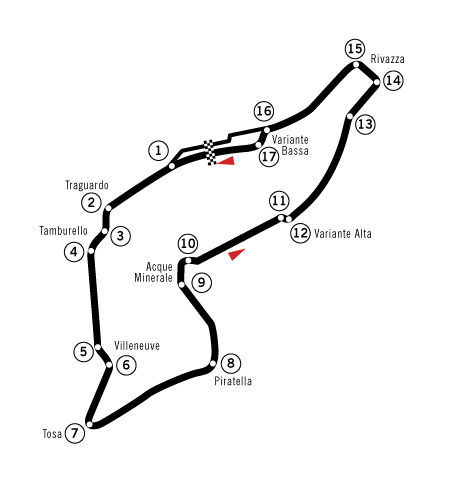
Streckengrafik des Autodromo Enzo e Dino Ferrari

Der Große Preis von Imola (Gran Premio motociclistico Città di Imola) für Motorräder war ein Motorrad-Rennen, das zwischen 1996 und 1999 viermal im Autodromo Enzo e Dino Ferrari nahe Imola ausgetragen wurde und zur Motorrad-Weltmeisterschaft zählte.
Rekordsieger ist der Australier Mick Doohan, der das Rennen dreimal gewinnen konnte.

## Statistik
| Auflage | Jahr | Strecke | Klasse  | Sieger                    | Zweiter                   | Dritter                  | Pole-Position              | Schn. Rennrunde             |
| ------- | ---- | ------- | ------- | ------------------------- | ------------------------- | ------------------------ | -------------------------- | --------------------------- |
| 1       | 1996 | Imola   | 125 cm³ | Masaki Tokudome (Aprilia) | Emilio Alzamora (Honda)   | Jorge Martínez (Aprilia) | Jorge Martínez (Aprilia)   | Valentino Rossi (Aprilia)   |
| 1       | 1996 | Imola   | 250 cm³ | Ralf Waldmann (Honda)     | Olivier Jacque (Honda)    | Tōru Ukawa (Honda)       | Max Biaggi (Aprilia)       | Ralf Waldmann (Honda)       |
| 1       | 1996 | Imola   | 500 cm³ | Mick Doohan (Honda)       | Àlex Crivillé (Honda)     | Tadayuki Okada (Honda)   | Mick Doohan (Honda)        | Àlex Crivillé (Honda)       |
|         |      |         |         |                           |                           |                          |                            |                             |
| 2       | 1997 | Imola   | 125 cm³ | Valentino Rossi (Aprilia) | Tomomi Manako (Honda)     | Kazuto Sakata (Aprilia)  | Valentino Rossi (Aprilia)  | Valentino Rossi (Aprilia)   |
| 2       | 1997 | Imola   | 250 cm³ | Max Biaggi (Honda)        | Olivier Jacque (Honda)    | Tōru Ukawa (Honda)       | Olivier Jacque (Honda)     | Tetsuya Harada (Aprilia)    |
| 2       | 1997 | Imola   | 500 cm³ | Mick Doohan (Honda)       | Nobuatsu Aoki (Honda)     | Takuma Aoki (Honda)      | Mick Doohan (Honda)        | Mick Doohan (Honda)         |
|         |      |         |         |                           |                           |                          |                            |                             |
| 3       | 1998 | Imola   | 125 cm³ | Tomomi Manako (Honda)     | Marco Melandri (Honda)    | Masao Azuma (Honda)      | Marco Melandri (Honda)     | Tomomi Manako (Honda)       |
| 3       | 1998 | Imola   | 250 cm³ | Valentino Rossi (Aprilia) | Loris Capirossi (Aprilia) | Stefano Perugini (Honda) | Tetsuya Harada (Aprilia)   | Tetsuya Harada (Aprilia)    |
| 3       | 1998 | Imola   | 500 cm³ | Mick Doohan (Honda)       | Àlex Crivillé (Honda)     | Max Biaggi (Honda)       | Jean-Michel Bayle (Yamaha) | Max Biaggi (Honda)          |
|         |      |         |         |                           |                           |                          |                            |                             |
| 4       | 1999 | Imola   | 125 cm³ | Marco Melandri (Honda)    | Simone Sanna (Honda)      | Arnaud Vincent (Aprilia) | Marco Melandri (Honda)     | Roberto Locatelli (Aprilia) |
| 4       | 1999 | Imola   | 250 cm³ | Loris Capirossi (Honda)   | Valentino Rossi (Aprilia) | Olivier Jacque (Yamaha)  | Olivier Jacque (Yamaha)    | Stefano Perugini (Honda)    |
| 4       | 1999 | Imola   | 500 cm³ | Àlex Crivillé (Honda)     | Alex Barros (Honda)       | Max Biaggi (Yamaha)      | Àlex Crivillé (Honda)      | Alex Barros (Honda)         |

## Verweise